# Riu Marañón

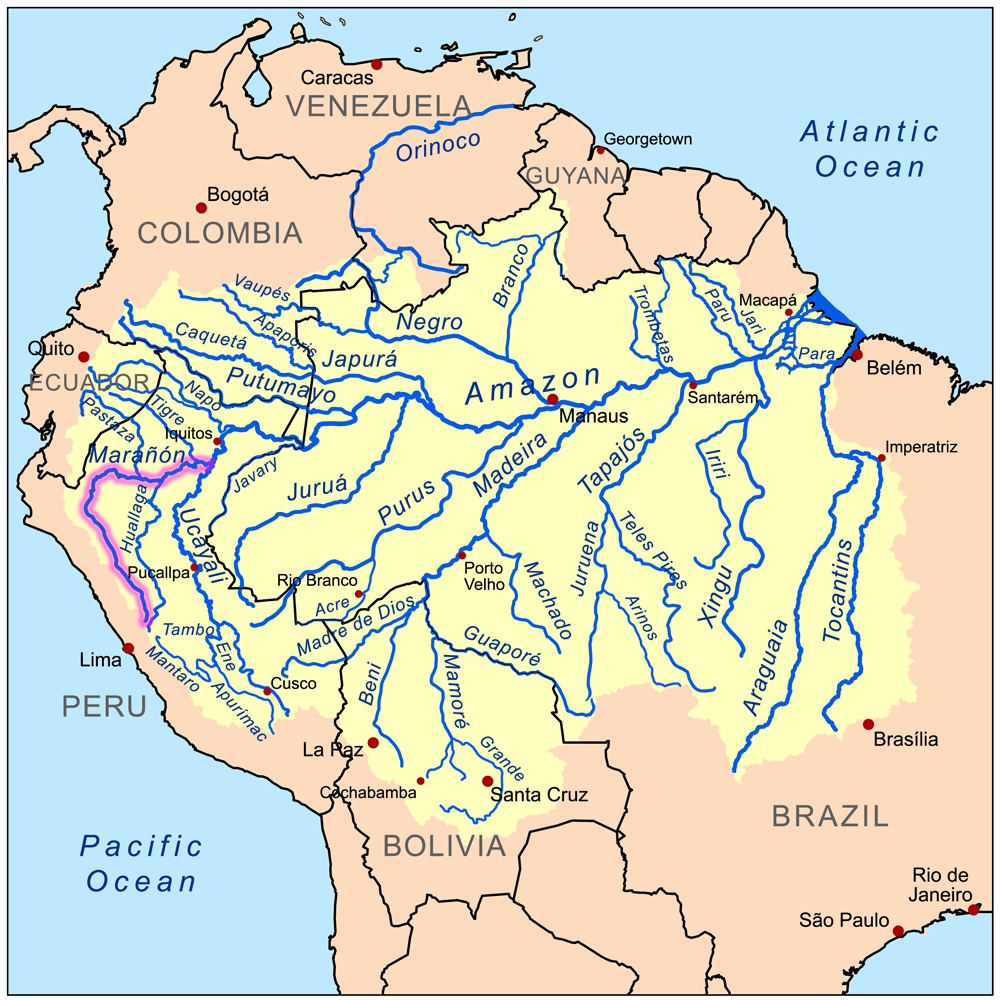
Mapa de l'Amazones

El riu Marañón és un gran riu del Perú, un dels principals afluents del curs alt de l'Amazones al vessant de l'Atlàntic.
Fa uns 1.600 km de longitud. Neix al sud-oest del departament de Huánuco a la província de Lauricocha al Nevado de Yapura a uns 5.800 m d'altitud. A la seva conca hi viuen els Jívaros.